# Joachim von Kortzfleisch
Joachim von Kortzfleisch (n. 3 ianuarie 1890, Braunschweig, Imperiul German – d. 20 aprilie 1945, Wulwesort⁠(d), Zona de ocupație britanică a Germaniei⁠(d), Germania) a fost general german din Wehrmacht, care a îndeplinit funcții de comandă în timpul celui de-al Doilea Război Mondial. El a fost comandantul regiunii militare III (cu sediul la Berlin) și, prin loialitatea sa față de regimul nazist, a jucat un rol decisiv în eșecul tentativei de lovitură de stat după atentatul din 20 iulie 1944 împotriva lui Adolf Hitler, organizat de vărul îndepărtat al lui Kortzfleisch, colonelul Claus von Stauffenberg. A fost decorat cu Crucea de Cavaler al Crucii de Fier.

## Biografie
Joachim von Kortzfleisch s-a născut într-o familie de aristocrați westfalieni din Braunschweig, Ducatul de Braunschweig, ca fiu al generalului-maior prusac Gustav von Kortzfleisch (1854-1910) și al lui Elsbeth Oppermann (1862-1937). S-a înrolat în armată în 1907 și  a luptat în Primul Război Mondial ca ofițer într-un batalion de mitraliori.
După război a fost păstrat ca ofițer în Reichswehr - mult redus ca urmare a prevederilor Tratatului de la Versailles - și a fost avansat la 1 ianuarie 1928 la gradul de maior. În anul 1933 a devenit comandant militar al orașului Oppeln (azi Opole) și în 1935 a preluat, cu gradul de colonel, comanda Regimentului 3 Infanterie din Deutsch Eylau (azi Iława). După avansarea sa la gradul de general-maior în 1937, a deținut timp de mai multe luni comanda Landwehr-ului din Allenstein (azi orașul Olsztyn din Polonia), înainte de a fi numit la 4 februarie 1938 comandant al Diviziei 1 Infanterie, în urma afacerii Blomberg-Fritsch. La izbucnirea celui de-al Doilea Război Mondial în toamna anului 1939 a condus Divizia 1 Infanterie în campania poloneză, unde a fost folosită ca parte a Armatei a 3-a.
La începutul lunii martie 1940 a fost avansat la gradul de general-locotenent și a comandat apoi Corpul XI Armată al Wehrmacht-ului în două rânduri (1 martie 1940 – 6 octombrie 1941 și 10 decembrie 1941 – 1 iunie 1942). A participat la Campania de pe Frontul de Vest și, în urma succeselor obținute cu Corpul XI Armată, a fost înaintat în august 1940 la gradul de general de infanterie și decorat la 1 septembrie 1940 cu Crucea de Cavaler al Crucii de Fier. Corpul XI Armată a participat în anul 1941 la Campania din Balcani și apoi la Campania din Rusia, ca parte a Grupului de Armate Sud. Generalul Kortzfleisch a fost decorat pe 19 septembrie 1941 cu Ordinul „Mihai Viteazul” cl. III-a „pentru destoinicia, devotamentul și bravura personală de care au dat dovadă în luptele contra bolșevicilor în colaborare cu trupele române”. După ce s-a aflat temporar în vara anului 1942 (28 iunie - 15 august 1942) la comanda Corpului XXXXIII Armată, a fost trecut în rezerva de comandanți (Führerreserve) a Wehrmachtului până la începutul anului 1943.
În martie 1943 Kortzfleisch a fost numit comandant al Regiunii Militare III (Wehrkreiskommando III, cu sediul la Berlin). În această calitate a fost convocat de generalul Friedrich Fromm la 20 iulie 1944 la complexul militar de pe Bendlerstrasse. Când a sosit, a fost nedumerit să vadă că Fromm nu se mai afla la comandă și că fusese înlocuit cu Ludwig Beck. El a refuzat furios să ia parte la Operațiunea Valkyrie, nu a semnat ordinele de luptă emise pentru militarii Regiunii Militare III de unul dintre conspiratorii principali, generalul Friedrich Olbricht, și a continuat să strige: „Führerul nu este mort” și să facă referire la jurământul de loialitate față de Hitler. A fost arestat de complotiști și pus sub pază după ce a declarat că nu dorește să participe la lovitura de stat, deoarece era un militar care se supunea ordinelor superioare, nu era interesat de politică și voia doar să meargă seara acasă și să-și plivească grădina de buruieni. Conspiratorii l-au înlocuit în funcția de comandant al Regiunii Militare III cu generalul Karl Freiherr von Thüngen și i-au permis apoi să părăsească complexul Bendlerblock. Kortzfleisch l-a interogat ulterior în sediul comandamentului său pe maiorul Hans-Ulrich von Oertzen, care era un susținător al conspirației, și a fost șocat să afle mai târziu că ofițerul care organizase complotul era vărul său îndepărtat, Claus von Stauffenberg, cu care participase anul trecut la o nuntă.
Kortzfleisch a fost numit la 2 martie 1945 în postul de comandant al Capului de pod Rin din cadrul Grupului de Armate B, aflat sub comanda feldmareșalului Walter Model, și a luat parte la luptele purtate în bazinul Ruhrului. El a încercat la 20 aprilie 1945, împreună cu câțiva soldați, să ajungă la Berleburg, deplasându-se în spatele liniilor inamice. O patrulă americană din Batalionul 737 Tancuri al Armatei SUA i-a surprins la Schmallenberg-Wulwesort, Sauerland. Generalul s-a apărat cu un pistol mitralieră, dar a fost înconjurat de militarii americani și i s-a spus să-și ridice mâinile. După ce a refuzat să facă acest lucru și a executat în schimb salutul nazist, a fost împușcat în piept de un soldat american.

## Viața personală
Kortzfleisch s-a căsătorit pe 17 noiembrie 1921 la Gut Loschen (Landkreis Preußisch Eylau, Prusia Răsăriteană) cu Edelgard von Saucken (n. 9 noiembrie 1901, Gut Loschen), fiica moșierului Siegfried von Saucken, proprietarul moșiilor Loschen și Gomthenen (aflate ambele în Landkreis Preußisch Eylau), și a und der Fredei Freiin von Hollen (Haus Hohenwalde). În 1929 s-a născut la Dresda singurul copil al cuplului, viitorul teolog și publicist Siegfried von Kortzfleisch.
Merită remarcat faptul că Kortzfleisch era un cumnat al verișoarei colonelului Stauffenberg, Olga von Üxküll (căsătorită cu Fredy von Saucken). La nunta lor, care a avut loc pe 28 octombrie 1943, s-au întâlnit cinci dintre conspiratorii antihitleriști de la 20 iulie 1944, respectiv Claus Schenk Graf von Stauffenberg, Berthold Schenk Graf von Stauffenberg, Nikolaus Graf von Üxküll-Gyllenband, Peter Graf Yorck von Wartenburg și Caesar von Hofacker. Generalul Joachim von Kortzfleisch și soția lui pot fi văzuți, de asemenea, în fotografii.

## Decorații
- Crucea de Fier cl. a II-a și I (1914)[5]
- Crucea pentru serviciu credincios (Schaumburg-Lippe)[5]
- Crucea de Merit Militar (Austria) cl. III-a cu decorație de război[5]
- Insigna argintie pentru răniți (1918)[5]
- Cavaler onorific al Ordinului Sf. Ioan al Brandenburgului
- Crucea de onoare a Războiului Mondial 1914/1918
- Medalia pentru serviciu îndelungat în Wehrmacht cl. IV-I
- Medalia Memel
- Crucea de Fier cu barete cl. a II-a și cl. I (1939)
- Crucea de merit pentru război cu spade cl. a II-a și cl. I
- Crucea de Cavaler al Crucii de Fier (4 septembrie 1940) ca general de infanterie și comandant al Corpului XI Armată[6][7]
- Ordinul Militar „Mihai Viteazul” cl. III-a (19 septembrie 1941)[2]
- Crucea Germană de argint (30 decembrie 1943)